# Tylecodon striatus
Tylecodon striatus ist eine Pflanzenart der Gattung Tylecodon in der Familie der Dickblattgewächse (Crassulaceae).

## Beschreibung
Tylecodon striatus wächst mit einem Durchmesser von 2,5 Zentimeter aus einer unterirdischen, verdickten Basis mit bis zu 6 Zentimeter Durchmesser als wenig verzweigter Kleinstrauch und wird bis 18 Zentimeter, manchmal auch bis 25 Zentimeter hoch. Die aufrechten bis ausgebreiteten und häufig kletternden Triebe erreichen 5 bis 10 Millimeter Durchmesser. Junge Triebe sind mit einer blass graugrünen Rinde mit dunklen Streifen versehen, an älteren Trieben ist eine gelbliche, sich abschälende Rinde vorhanden. Die gerundeten und spitz zulaufenden Phyllopodien sind 1 bis 3 Millimeter hoch. Die linealisch bis linealisch verkehrt lanzettlichen Blätter sind manchmal fast stielrund und werden 3,5 bis 10 Zentimeter lang und 3 bis 6 Millimeter breit. Die gefurchte oder rinnige Blattoberseite ist selten flach ausgebildet. An der zugespitzten bis stumpfen Spitze befindet sich ein aufgesetztes Spitzchen. Ältere Blätter verwelken und verbleiben an den Trieben.
Der drüsig bis flaumhaarige Blütenstand besteht aus verlängerten und bis zu 35 Zentimeter hohen Thyrsen mit 1 bis 5 Monochasien. Die Einzelblüten stehen aufrecht bis ausgebreitet. Der Blütenstiel wird 1 bis 1,8 Zentimeter lang. Die röhrige und in der Mitte ausgebauchte Blütenkrone wird 12 bis 15 Millimeter lang und ist grünlich braun gefärbt.

## Systematik und Verbreitung
Tylecodon striatus ist  in Südafrika in den Provinzen Nordkap und Westkap in der Sukkulenten-Karoo verbreitet. Die Erstbeschreibung erfolgte 1964 durch Paul Clifford Hutchison als Cotyledon striata. Helmut Richard Tölken stellte die Art 1978 in die Gattung Tylecodon.